# جورج باسانت (رواية)
جورج باسانت  (بالإنجليزية: George Passant)‏ هي رواية من سلسلة روايات «غرباء وأخوة» للكاتب الإنجليزي سي بي سنو، نشرت عام 1940، عن دار نشر ماكميلان.